# Акды
Акды (цез. Акди)— село в Цунтинском районе Республики Дагестан. Входит в состав Терутлинского сельсовета.

## География
Село находится на берегу реки Цебаритлар (бассейн реки Метлюта), на расстоянии 23 км к северо-западу от села Цунта, административного центра района.

## История
В 1944 году село было ликвидировано, а население переселено в Веденский район. В 1957 году было восстановлено.

## Население
| 1869 | 1888 | 1895 | 1926 | 1939 | 1970 | 1989 |
| ---- | ---- | ---- | ---- | ---- | ---- | ---- |
| 52   | ↗63  | ↗64  | ↘47  | ↗115 | →115 | ↗118 |
| 2002 | 2010 | 2021 |      |      |      |      |
| ↘101 | ↘53  | ↗106 |      |      |      |      |

### Национальный состав
По данным Всероссийской переписи населения 2010 года — моноэтническое дидойское село.